# Satz von der Mittelparallelen im Dreieck

Der Satz von der Mittelparallelen im Dreieck oder auch Satz vom Mittendreieck, englisch Midpoint theorem (triangle),
ist ein  Lehrsatz aus dem mathematischen Teilgebiet der Dreiecksgeometrie. Der Satz behandelt eine elementare Eigenschaft der Dreiecke der euklidischen Ebene.

## Formulierung des Satzes
Der Satz besagt folgendes:
In einem Dreieck der euklidischen Ebene ist die Verbindungsstrecke der Mittelpunkte zweier Seiten stets parallel zur dritten Dreiecksseite und stets halb so lang wie diese.

## Beweis
Der Satz ergibt sich elementargeometrisch, wobei die Parallelitätsbehauptung aus der Umkehrung des ersten Strahlensatzes folgt, während die Aussage über das Längenverhältnis sich dann mit dem zweiten Strahlensatz ergibt.
Ein anderer Beweis unter Verwendung der Vektorrechnung geht wie folgt:
Ausgehend von der Festlegung (vgl. Bild), dass das Dreieck die Eckpunkte {\displaystyle A,B,C} hat und dass {\displaystyle D} der Mittelpunkt der Seite {\displaystyle [AC]} ist und {\displaystyle E} der Mittelpunkt der Seite {\displaystyle [BC]}, erhält man die Gleichungen
{\displaystyle {\overrightarrow {AD}}={\overrightarrow {DC}}\;,\;{\overrightarrow {CE}}={\overrightarrow {EB}}}   .
Daraus folgt
{\displaystyle {\begin{array}{rcll}{\overrightarrow {AB}}&=&{\overrightarrow {AD}}+{\overrightarrow {DC}}+{\overrightarrow {CE}}+{\overrightarrow {EB}}&{\text{allgemeine Vektorrechnung}}\\&=&2{\overrightarrow {DC}}+2{\overrightarrow {CE}}&{\text{Annahmen}}\\&=&2{\overrightarrow {DE}}&{\text{allgemeine Vektorrechnung}}.\end{array}}}
Die Strecke {\displaystyle [DE]} ist also halb so lang wie und parallel zu {\displaystyle [AB]}.
Für die beiden anderen Mittelparallelen geht der Beweis entsprechend.